# 후지타 요시히토
후지타 요시히토(일본어: 藤田 祥史, 1983년 4월 13일 ~ )는 일본의 축구 선수이다. 현재 센토 쿠오레 하리마 FC에서 뛰고 있다.

## 구단 경력
그는 2006년부터 2018년까지 J리그의 사간 도스, 오미야 아르디자, 요코하마 FC, 제프 유나이티드 지바, 요코하마 F. 마리노스, 쇼난 벨마레, 블라우블리츠 아키타에서 활동하였다.